# Перстные чётки

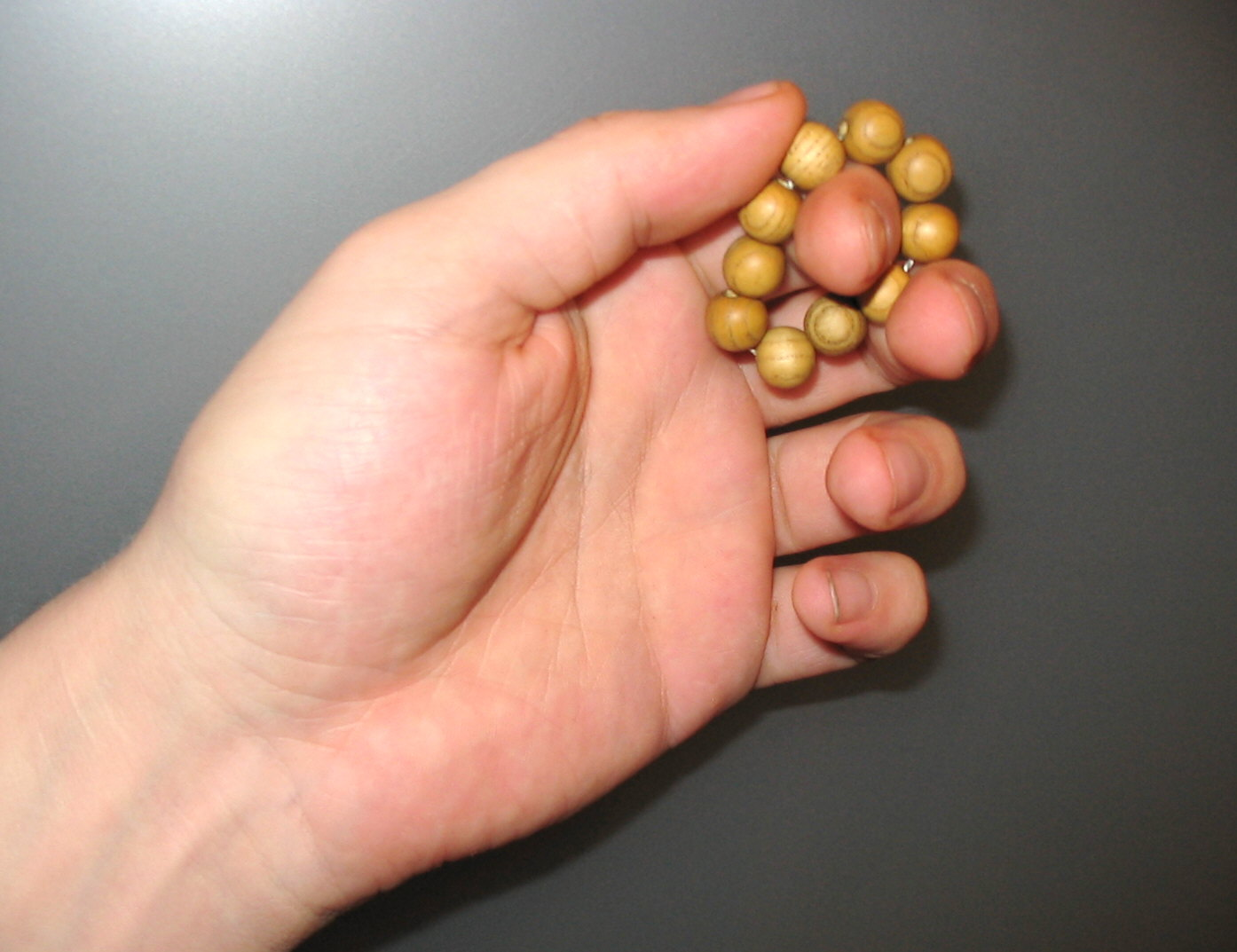
Перстные чётки, применяемые для непрестанной молитвы без счёта

Пе́рстные чётки (от церк.-слав. перстъ — палец руки), также па́льчиковые чётки — вид чёток, применяемых православными мирянами, в виде замкнутого в кольцо шнура с навязанными счётными узлами или нанизанными зёрнами. При совершении молитв перстные чётки надеваются на палец. Для отсчитывания больших чисел чётки могут переноситься с одного пальца на другой.

## Разновидности перстных чёток
Традиционные перстные чётки имеют небольшое число (обычно 10) счётных элементов (узлов или бусин) и центральный элемент — бо́льшую бусину, кисть, привеску с изображением креста и т. п.
Самостоятельной разновидностью являются перстные чётки без привесок и разделителей, применяемые при непрестанной молитве без счёта (например, в практиках исихазма) для поддержания ритма и сохранения концентрации.

## Культурные параллели
В католицизме широко распространено использование колец-розариев с декадой «ступенек» и изображением креста. У басков подобное кольцо получило особые признаки. В Ирландии в период религиозных гонений сложилась форма однодекадных чёток, скрываемых в ладони, без замыкания в кольцо.

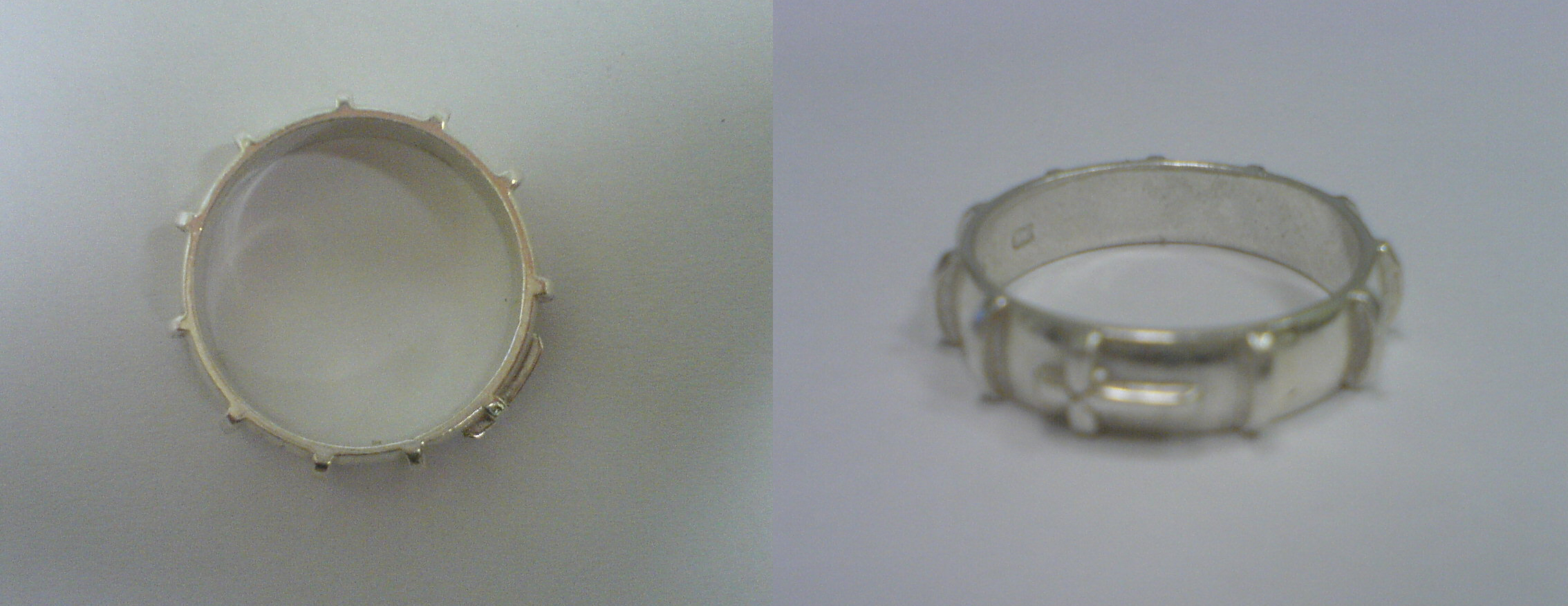
Католическое однодекадное кольцо-розарий, серебро
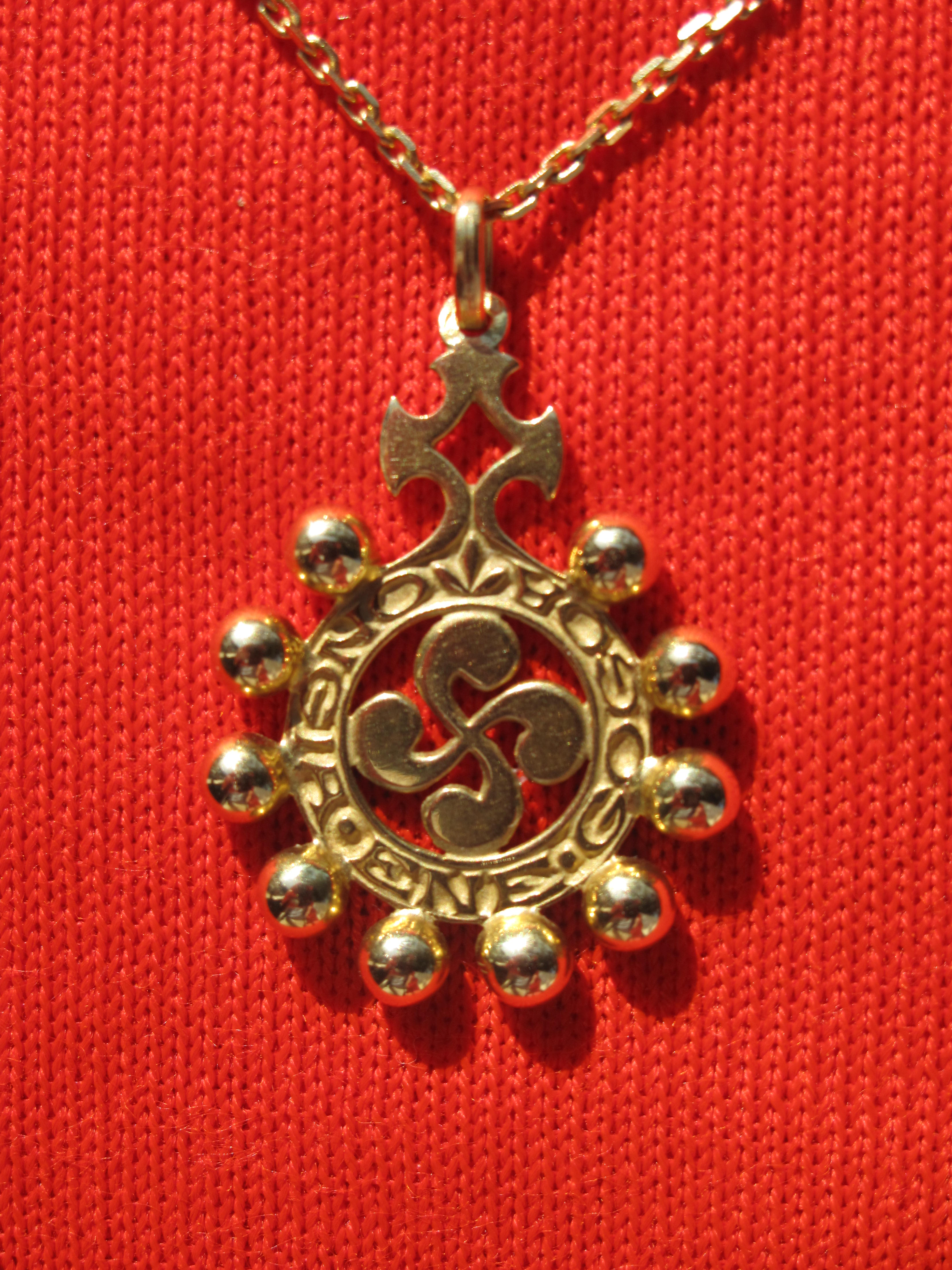
Баскское кольцо-розарий в виде шейного ювелирного украшения
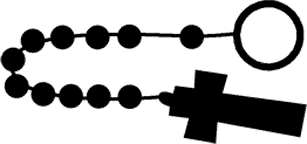
Устройство ирландского розария